# Spánverjavígin

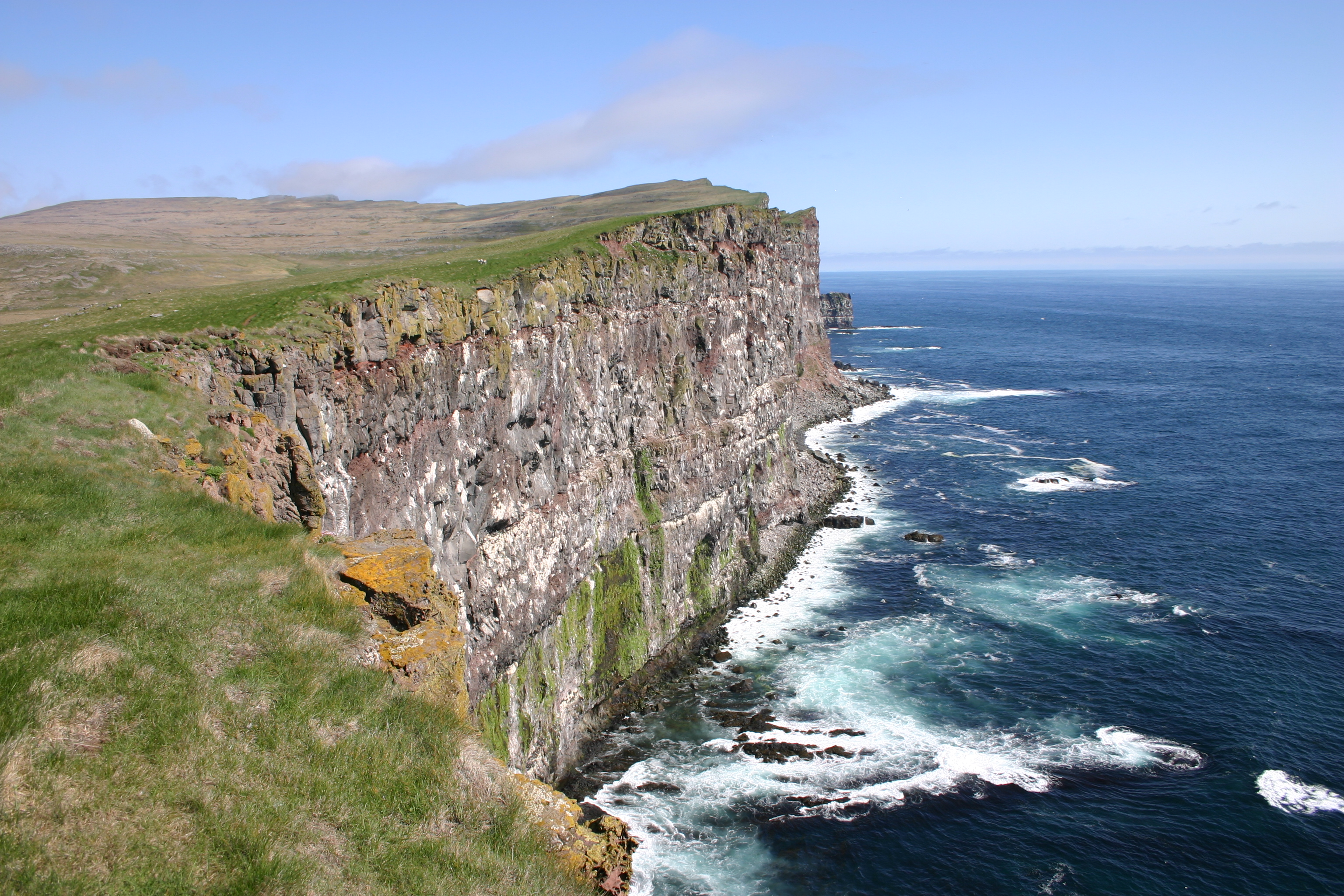
Klif Latrabjarg w regionie Vestfirðir

Spánverjavígin – ostatnia udokumentowana masakra ludności na terenie Islandii. W 1615 roku miejscowa ludność regionu Vestfirðir wdała się w konflikt i zabiła baskijskich wielorybników, którzy wyruszyli na wyprawę wielorybniczą na terytorium Islandii. Wydarzenie to znane jest również jako Zabójstwo Hiszpanów.

## Tło historyczne
Część baskijskich miast od XI wieku było osadami wielorybniczymi. Baskowie polowali głównie na wieloryby biskajskie. Rozwój techniki żeglowania oraz statków wielorybniczych spowodował, że Baskowie łowili na wodach Spitsbergenu oraz Grenlandii. Z czasem zaczęli się wypuszczać coraz dalej, a w XVI wieku dotarli do Nowej Fundlandii. W poszukiwaniu nowych łowisk dotarli aż do Ameryki Północnej, do której wybrzeży migrują w okresie letnim wieloryby. W pierwszej połowie XVI wieku baskijscy wielorybnicy utworzyli pierwszy ośrodek wielorybniczy w Ameryce. Centrum tego kompleksu stanowiło około dziesięciu portów na południowym wybrzeżu Labradoru. W latach 60. i 70. XVI wieku flota wielorybnicza składała się z około 30 statków obsadzonych przez 2000 wielorybników, którzy zabijali każdego roku około 400 wielorybów. Na początku XVII wieku ośrodek wielorybniczy w okolicach Labradoru upadł. Wraz z upadkiem wielorybnictwa w Ameryce Baskowie zaczęli polować na wieloryby na islandzkich wodach przybrzeżnych.

## Masakra
Grupa baskijskich wielorybników przybyła do Islandii na początku XVII wieku. Latem 1615 roku w okolicach Strandir znajdowały się trzy baskijskie statki wielorybnicze. Ich dowódcami byli Martín de Villafranca, Pedro de Aguirre i Esteban de Telleria. W trakcie zebrania Althingu uchwalono decyzję, że na terenie Islandii nie wolno łowić wielorybów cudzoziemcom.
Rok 1615 był trudnym rokiem na Islandii, ponieważ lody utrudniały żeglugę nawet późnym latem i powodowały znaczne straty. W połowie lata trzy baskijskie statki wielorybnicze trafiły do Reykjarfjörður w Vestfirðir. Islandczycy i Baskowie zawarli ugodę i postanowili razem wyruszyć na wyprawę. We wrześniu, kiedy statki były gotowe do rejsu, silny wiatr zepchnął je i zmiażdżył na skałach. Około 80 członków wyprawy przeżyło. Kapitanowie Pedro de Aguirre i Esteban de Telleria spędzili zimę w Vatneyri i w następnym roku wrócili do Hiszpanii. Załoga statku kapitana Martína de Villafranca podzieliła się na dwie grupy: jedna trafiła do Ísafjarðardjúp, natomiast druga do Bolungarvík, a później do Þingeyri.
Pierwszy konflikt między Baskami a miejscową ludnością spowodowała kradzież suszonych ryb w Þingeyri. Wkrótce, 5 października grupa Islandczyków weszła do chaty, w której spali Baskowie i zabiła 14 z nich. Ciała zostały okaleczone i zatopione w oceanie. 13 października Martín de Villafranca oraz 17 wielorybników z jego grupy zostali zabici w Æðey  i Sandeyri w Ísafjarðardjúp. Zostali zamordowani podczas połowu przez wojska dowodzone przez Ariego Magnússona. Kapitan Martín de Villafranca został zabity w trakcie tortur.
Wyroki śmierci zostały podjęte przez szeryfa Ariego Magnússona z Ísafjarðardjúp w październiku 1615 roku. Baskowie po rozbiciu ich statków byli uznawani za przestępców i zgodnie z islandzką księgą prawną z 1281 roku postanowiono, że należy ich zabić.

## Upamiętnienie
W 2015 roku minęło 400 lat od masakry. Rocznicę wydarzenia upamiętniono koncertem oraz symbolicznym pojednaniem w miejscu, w którym doszło do zabójstwa. Władze odsłoniły również tablicę umieszczoną na kamieniu w Hólmavík jako hołd dla 32 wielorybników zabitych w 1615 roku.